# Rachel G. Fox
Rachel Giana Fox (* 23. Juli 1996 in Lawrenceville, Georgia) ist eine US-amerikanische Schauspielerin, Sängerin, Musikerin und Synchronsprecherin.

## Karriere
Von 2006 bis 2008 verkörperte Rachel G. Fox die Rolle der Kayla Huntington in der Fernsehserie Desperate Housewives. Für diese Rolle wurde sie in den USA und Deutschland bekannt und 2007 für den Young Artist Award nominiert.
Neben ihrer Rolle in Desperate Housewives hatte Fox einige Gastauftritte in bekannten Fernsehserien wie Hannah Montana, Private Practice oder Alias – Die Agentin.

## Filmografie (Auswahl)

### Filme
- 2006: Lucas der Ameisenschreck (Ant Bully, Stimme)
- 2010: Spork
- 2011: Dream House
- 2012: Jewtopia
- 2012: I’m Not Dead Yet (Fernsehfilm)
- 2013: Dark Night of the Walking Dead (Zombie Night, Fernsehfilm)
- 2015: Gefährliche Leidenschaft – Wuthering High (Wuthering High, Fernsehfilm)

### Fernsehserien
- 2006: Hannah Montana (Folge 1x07)
- 2006: Alias – Die Agentin (Alias, Folge 5x17)
- 2006: Raven blickt durch (That’s So Raven, 2 Folgen)
- 2006: Passions (1 Folge)
- 2006–2008: Desperate Housewives (30 Folgen)
- 2008: iCarly (Folge 1x23)
- 2009: The New Adventures of Old Christine (Folge 5x06)
- 2011–2015: Melissa & Joey (7 Folgen)
- 2012: Private Practice (Folge 5x19)
- 2015: CSI: Cyber (Folge 1x08)